# Liste der Nummer-eins-Hits in Spanien (1966)
Dies ist eine Liste der Nummer-eins-Hits in Spanien im Jahr 1966. Sie basiert auf den offiziellen Chartlisten der Asociación Fonográfica y Videográfica de España (AFYVE, heute Promusicae), der spanischen Landesgruppe der IFPI.

| | Liste der Nummer-eins-Hits in Spanien | Liste der Nummer-eins-Hits in Spanien | Liste der Nummer-eins-Hits in Spanien                                  | 1967 →                    |
| \| Zeitraum \| Wo. ges. \| Interpret \| Titel Autor(en) \| Zusätzliche Informationen \| \| (Zeitraum, Wochen auf Platz eins, Interpret, Titel, Autor[en], zusätzliche Informationen) \| \| \| \| \| \| ----------------------------------------------------------------------------------------- \| -------- \| ------------------ \| ---------------------------------------------------------------------- \| ------------------------- \| \| 15. November 1965 – 23. Januar 1966 10 Wochen (insgesamt 14) \| 14 \| Jimmy Fontana \| El Mundo (Il mondo) \| – \| \| 24. Januar 1966 – 6. Februar 1966 2 Wochen \| 2 \| Raphael \| La Canción Del Tamborilero (Little Drummer Boy) \| – \| \| 7. Februar 1966 – 20. Februar 1966 2 Wochen \| 2 \| Hervé Vilard \| Capri c’est fini 3 \| – \| \| 21. Februar 1966 – 27. Februar 1966 1 Woche \| 1 \| The Beatles \| Yesterday Lennon/McCartney \| – \| \| 28. Februar 1966 – 6. März 1966 1 Woche (insgesamt 3) \| 3 \| Hervé Vilard \| Capri c’est fini \| – \| \| 7. März 1966 – 13. März 1966 1 Woche \| 1 \| Christophe \| Aline \| – \| \| 14. März 1966 – 20. März 1966 1 Woche \| 1 \| The Rolling Stones \| (I Can’t Get No) Satisfaction Jagger/Richards \| – \| \| 21. März 1966 – 24. April 1966 5 Wochen (insgesamt 10) \| 10 \| Raphael \| Yo Soy Aquel \| – \| \| 25. April 1966 – 1. Mai 1966 1 Woche \| 1 \| Los Brincos \| Mejor \| – \| \| 2. Mai 1966 – 5. Juni 1966 5 Wochen (insgesamt 10) \| 10 \| Raphael \| Yo Soy Aquel \| – \| \| 6. Juni 1966 – 12. Juni 1966 1 Woche \| 1 \| The Beatles \| Michelle Lennon/McCartney \| – \| \| 13. Juni 1966 – 26. Juni 1966 2 Wochen \| 2 \| Caterina Caselli \| Ninguno Me Puede Juzgar (Nessuno mi può giudicare) \| – \| \| 27. Juni 1966 – 3. Juli 1966 1 Woche \| 1 \| Nancy Sinatra \| These Boots Are Made for Walkin’ Lee Hazlewood \| – \| \| 4. Juli 1966 – 28. August 1966 8 Wochen (insgesamt 11) \| 11 \| Luis Aguilé \| Juanita Banana \| – \| \| 29. August 1966 – 11. September 1966 2 Wochen \| 2 \| Los Brincos \| Un Sorbito De Champán \| – \| \| 12. September 1966 – 2. Oktober 1966 3 Wochen (insgesamt 11) \| 11 \| Luis Aguilé \| Juanita Banana \| – \| \| 3. Oktober 1966 – 9. Oktober 1966 1 Woche (insgesamt 4) \| 4 \| Frank Sinatra \| Strangers in the Night Bert Kaempfert, Charles Singleton, Eddie Snyder \| – \| \| 10. Oktober 1966 – 16. Oktober 1966 1 Woche \| 1 \| Luis Aguilé \| La Banda Borracha \| – \| \| 17. Oktober 1966 – 6. November 1966 3 Wochen (insgesamt 4) \| 4 \| Frank Sinatra \| Strangers in the Night Bert Kaempfert, Charles Singleton, Eddie Snyder \| – \| \| 7. November 1966 – 29. Januar 1967 12 Wochen \| 12 \| Los Bravos \| Black Is Black Michelle Grainger, Tony Hayes, Steve Wadey \| – \| |                                       |                                       |                                                                        |                           |
| |                                       |                                       |                                                                        | → 1967 →                  |
| Zeitraum | Wo. ges.                              | Interpret                             | Titel Autor(en)                                                        | Zusätzliche Informationen |
| (Zeitraum, Wochen auf Platz eins, Interpret, Titel, Autor[en], zusätzliche Informationen) |                                       |                                       |                                                                        |                           |
| 15. November 1965 – 23. Januar 1966 10 Wochen (insgesamt 14) | 14                                    | Jimmy Fontana                         | El Mundo (Il mondo)                                                    | –                         |
| 24. Januar 1966 – 6. Februar 1966 2 Wochen | 2                                     | Raphael                               | La Canción Del Tamborilero (Little Drummer Boy)                        | –                         |
| 7. Februar 1966 – 20. Februar 1966 2 Wochen | 2                                     | Hervé Vilard                          | Capri c’est fini 3                                                     | –                         |
| 21. Februar 1966 – 27. Februar 1966 1 Woche | 1                                     | The Beatles                           | Yesterday Lennon/McCartney                                             | –                         |
| 28. Februar 1966 – 6. März 1966 1 Woche (insgesamt 3) | 3                                     | Hervé Vilard                          | Capri c’est fini                                                       | –                         |
| 7. März 1966 – 13. März 1966 1 Woche | 1                                     | Christophe                            | Aline                                                                  | –                         |
| 14. März 1966 – 20. März 1966 1 Woche | 1                                     | The Rolling Stones                    | (I Can’t Get No) Satisfaction Jagger/Richards                          | –                         |
| 21. März 1966 – 24. April 1966 5 Wochen (insgesamt 10) | 10                                    | Raphael                               | Yo Soy Aquel                                                           | –                         |
| 25. April 1966 – 1. Mai 1966 1 Woche | 1                                     | Los Brincos                           | Mejor                                                                  | –                         |
| 2. Mai 1966 – 5. Juni 1966 5 Wochen (insgesamt 10) | 10                                    | Raphael                               | Yo Soy Aquel                                                           | –                         |
| 6. Juni 1966 – 12. Juni 1966 1 Woche | 1                                     | The Beatles                           | Michelle Lennon/McCartney                                              | –                         |
| 13. Juni 1966 – 26. Juni 1966 2 Wochen | 2                                     | Caterina Caselli                      | Ninguno Me Puede Juzgar (Nessuno mi può giudicare)                     | –                         |
| 27. Juni 1966 – 3. Juli 1966 1 Woche | 1                                     | Nancy Sinatra                         | These Boots Are Made for Walkin’ Lee Hazlewood                         | –                         |
| 4. Juli 1966 – 28. August 1966 8 Wochen (insgesamt 11) | 11                                    | Luis Aguilé                           | Juanita Banana                                                         | –                         |
| 29. August 1966 – 11. September 1966 2 Wochen | 2                                     | Los Brincos                           | Un Sorbito De Champán                                                  | –                         |
| 12. September 1966 – 2. Oktober 1966 3 Wochen (insgesamt 11) | 11                                    | Luis Aguilé                           | Juanita Banana                                                         | –                         |
| 3. Oktober 1966 – 9. Oktober 1966 1 Woche (insgesamt 4) | 4                                     | Frank Sinatra                         | Strangers in the Night Bert Kaempfert, Charles Singleton, Eddie Snyder | –                         |
| 10. Oktober 1966 – 16. Oktober 1966 1 Woche | 1                                     | Luis Aguilé                           | La Banda Borracha                                                      | –                         |
| 17. Oktober 1966 – 6. November 1966 3 Wochen (insgesamt 4) | 4                                     | Frank Sinatra                         | Strangers in the Night Bert Kaempfert, Charles Singleton, Eddie Snyder | –                         |
| 7. November 1966 – 29. Januar 1967 12 Wochen | 12                                    | Los Bravos                            | Black Is Black Michelle Grainger, Tony Hayes, Steve Wadey              | –                         |